# Vizcondado de Linares
El Vizcondado de Linares es un título nobiliario español creado por el rey 
Felipe IV el 31 de octubre de 1628, a favor de Diego de Vargas y Ayala, I marqués de la Torre de Esteban Hambrán.
Fue rehabilitado en 1880 por el rey Alfonso XII para Andrés Avelino de Salabert y de Arteaga, VIII marqués de la Torrecilla.

## Vizcondes de Linares
|                                | Titular                                                         | Periodo                |
| Creación por Felipe IV         | Creación por Felipe IV                                          | Creación por Felipe IV |
| ------------------------------ | --------------------------------------------------------------- | ---------------------- |
| I                              | Diego de Vargas Manrique y Ayala                                | 1628-                  |
| II                             | Antonio de Vargas Manrique y Zapata                             |                        |
| III                            | Juan de Vargas Manrique y de la Calle                           |                        |
| Rehabilitación por Alfonso XII |                                                                 |                        |
| VII                            | Andrés Avelino de Salabert y de Arteaga                         | 1880-1925              |
| VIII                           | Casilda de Salabert y Arteaga                                   | 1925-1936              |
| IX                             | Luis Jesús Fernández de Córdoba y Salabert                      | 1936-1956              |
| X                              | Victoria Eugenia Fernández de Córdoba y Fernández de Henestrosa | 1959-2013              |
| XI                             | Victoria Elisabeth de Hohenlohe-Langenburg y Schmidt-Polex      | 2018-                  |

## Historia de los vizcondes de Linares
- Diego de Vargas Manrique y Ayala,  I vizconde de Linares, I marqués de la Torre de Esteban Hambrán.

Casó con María de Zapata Cárdenas y Mendoza, hija de los condes de Barajas. Le sucedió su hijo:
- Antonio de Vargas Manrique y Zapata, II vizconde de Linares, II marqués de la Torre de Esteban Hambrán.

Casó, en primeras nupcias, con María Antonia de la Calle y en segundas con Ana Ruiz de Alarcón. Le sucedió su hijo:
- Juan de Vargas Manrique y de la Calle, III vizconde de Linares, III marqués de la Torre de Esteban Hambrán.

- IV vizconde de Linares.

- Andrés Avelino de Salabert y de Arteaga (18 de octubre de 1864-1925),[2] VII vizconde de Linares, X duque de Ciudad Real, VIII marqués de la Torrecilla, IX marqués de Navahermosa, XI conde de Aramayona, VII vizconde de Linares.

Sin descendientes. Le sucedió su hermana:
- Casilda de Salabert y Arteaga (1858-1936), VIII vizcondesa de Linares, XI duquesa de Ciudad Real, IX marquesa de la Torrecilla, IX marquesa de Navahermosa, XI condesa de Aramayona, VII condesa de Ofalia.

Casó con Luis Fernández de Córdoba y Pérez de Barradas, XVI duque de Medinaceli, etc. Contrajo un segundo matrimonio con Mariano Fernández de Henestrosa y Ortiz de Mioño, I duque de Santo Mauro. Le sucedió, de su primer matrimonio, su hijo:
- Luis Jesús Fernández de Córdoba y Salabert (Madrid, 16 de enero de 1880-Madrid, 13 de julio de 1956), IX vizconde de Linares, XVII duque de Medinaceli, etc.[3][4]

Casó, en primeras nupcias el 5 de junio de 1911, con Ana María Fernández de Henestrosa y Gayoso de los Cobos (30 de marzo de 879-San Sebastián, 11 de septiembre de 1938) de quien tuvo dos hijas, Victoria Eugenia, que sucedió en el título, y María de la Paz Fernández de Córdoba y Fernández de Henestrosa. Contrajo un segundo matrimonio, en diciembre de 1939, con María de la Concepción Rey y de Pablo-Blanco de quien tuvo una hija. Le sucedió, de su primer matrimonio, su hija:
- Victoria Eugenia Fernández de Córdoba y Fernández de Henestrosa (1959-2013), X vizcondesa de Linares, XVIII duquesa de Medinaceli, etc.[4]

Casó el 12 de octubre de 1938 con Rafael Medina y Villalonga (1953-2014).
Le sucedió su bisnieta:
- Victoria Elisabeth de Hohenlohe-Langenburg y Schmidt-Polex (2018), XI vizcondesa de Linares,[5] XX duquesa de Medinaceli, etc. Es hija de Marco de Hohenlohe-Langeburg y Medina, duque de Medinaceli[4] (8 de marzo de 1962-19 de agosto de 2016) y de Sandra Schmidt-Polex.[6]